# 온양교통
온양교통(溫陽交通)은 충청남도 아산시의 시내버스 운송 업체이고 1966년에 설립하였다.

## 주요 노선
2020년 8월 기준이다.
| 운행업체 | 보유 노선수 | 면허 대수 | 등록 대수 |
| -------- | ----------- | --------- | --------- |
| 온양교통 | 72          | 82        | 82        |

## 현재 보유 차종

#### 현대자동차
- 현대 그린시티
- 현대 그린시티 개선형
- 현대 뉴 슈퍼 에어로시티
- 현대 뉴 슈퍼 에어로시티 개선형
- 현대 일렉시티 전기버스
- 현대 일렉시티 FCEV
- 현대 뉴 프리미엄 유니버스 엘레강스

## 갤러리

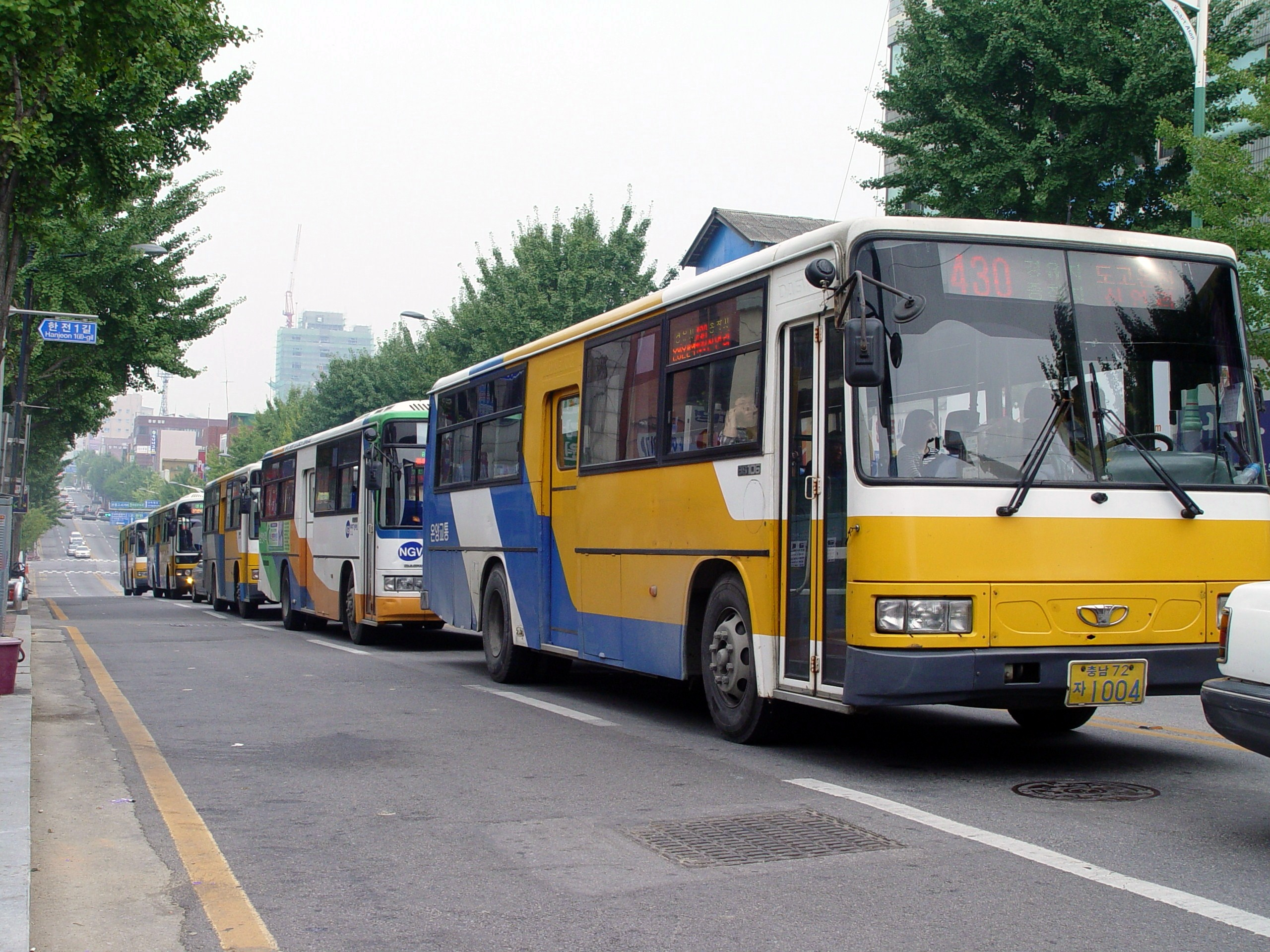
아산시내버스 430번
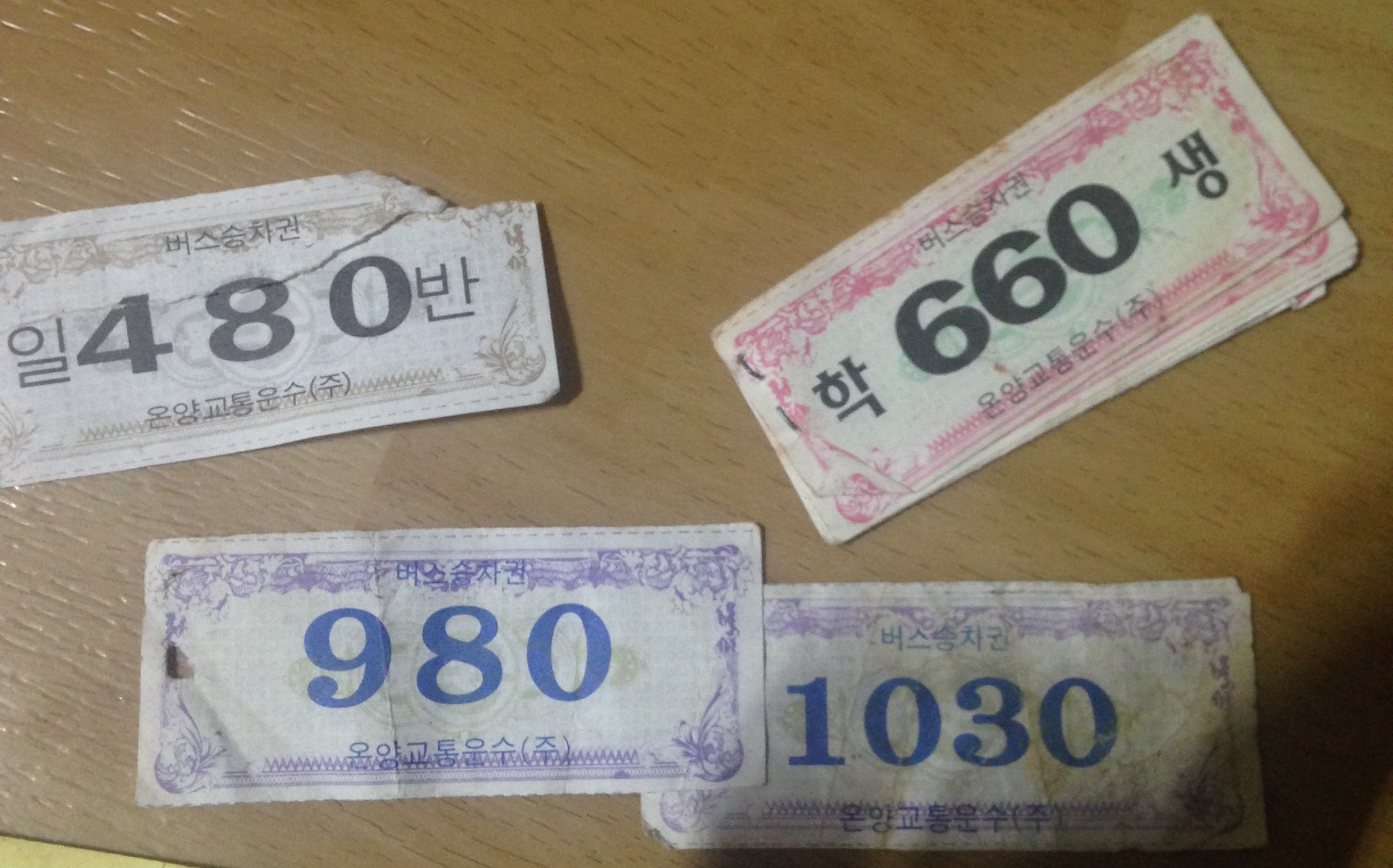
온양교통 차표(구권)